# Gary Medel
Gary Alexis Medel Soto (* 3. srpna 1987 Santiago de Chile) je chilský profesionální fotbalista, který hraje na pozici středního obránce či defensivního záložníka za italský klub Bologna FC 1909 a za chilský národní tým.

## Reprezentační kariéra
Medel nastupoval v chilských mládežnických reprezentacích U20 a U23.
V A-týmu Chile debutoval 18. 4. 2007 v přátelském zápase proti reprezentaci Argentiny (remíza 0:0). Celkově za chilský národní výběr odehrál 91 zápasů a vstřelil v něm 7 branek (k 1. 9. 2016). Zúčastnil se MS 2010 v Jihoafrické republice, CA 2011 v Argentině, MS 2014 v Brazílii, CA 2015 v Chile a CA 2016 v USA.